# 吴平 (1922年)
吴平（1922年3月—2017年6月17日），男，陕西耀县人，中华人民共和国政治人物。

## 生平

### 民国时期
1937年1月，红二方面军独立师独立团入伍，同年4月加入中国共产党。1937年8月至1942年8月，任八路军120师七一五团二营通讯员、师司令部机要科股长。后进入东北，担任东北民主联军司令部机要科科长、东北局机要处办公室主任等。1946年7月，担任合江省汤源县副县长，抚远县县委书记。

### 共和国时期
1949年6月解放军386团攻占修水县，同年7月，成立中共修水县委和修水县政府，梁定商担任书记、吴平任县长。1952年6月，梁定商调九江地委工作，原县长吴平接任县委书记。1953年4月，先后任江西省九江专员公署专员、地委第一书记，贵州遵义地区工作组副组长等。1965年10月，先后任江西省轻工业厅厅长、江西省委统战部部长，吉安地区革委会副主任、地委副书记等。1975年4月，任江西省第四机械工业局局长，1977年1月任宜春地委书记兼革委会主任，1979年2月，任中共南昌市委书记兼革委会主任。1979年，升任南昌市人民政府市长。1979年9月，任中共江西省委副书记。1983年4月，当选政协江西省第五届委员会主席。1988年1月，当选政协江西省第六届委员会主席。1997年2月离休。
2017年6月17日，在南昌逝世，享年96岁。